# Lucian Sânmărtean
Lucian Iulian Sânmărtean (Bistrița, 13 marzo 1980) è un ex calciatore rumeno, di ruolo centrocampista.
Soprannominato Il mago per doti tecniche, è ritenuto da molti esperti e appassionati il più talentuoso calciatore rumeno dopo Gheorghe Hagi. Suo fratello Dinu è anch'esso un calciatore.

## Caratteristiche tecniche
(Emmanuel Rosu, giornalista sportivo rumeno.)
Metronomo di centrocampo, tra le sue doti spiccano visione di gioco, precisione nei passaggi e un'ottima tecnica individuale che - unita alla capacità di saltare l'avversario in dribbling - gli consente di smarcarsi per poi mandare a rete i propri compagni.
La sua carriera è stata spesso costellata da infortuni.

## Carriera

### Club
All'età di 6 anni viene tesserato dal settore giovanile del Gloria Bistrita. Dopo cinque anni trascorsi in patria, il 16 luglio 2003 si lega per mezzo di un contratto triennale con opzione di rinnovo per due anni al Panathinaikos, in Grecia. L'esborso economico effettuato dalla società greca è stato di 900.000 euro. Il 16 settembre 2003 esordisce - da titolare - in Champions League, in occasione della sfida disputata ad Old Trafford contro il Manchester United (partita persa 5-0), valida per la prima giornata della fase a gironi.
Accolto tra lo scetticismo generale, il suo contributo a fine stagione risulterà decisivo nella vittoria del campionato e della Coppa di Grecia. Tuttavia, le accuse di doping (poi rivelatesi infondate) unite agli screzi con il tecnico Alberto Malesani lo relegano ai margini della rosa fino alla scadenza contrattuale.
Il 15 febbraio 2007 si accorda per sei mesi con opzione di rinnovo per un biennale all'Utrecht, in Olanda. Alle prese con persistenti problemi fisici, il 31 agosto 2008 la società decide di interrompere il rapporto con il giocatore. Torna quindi in Romania (prima al Gloria Bistrita, poi al Vaslui) dove, lasciatosi alle spalle i numerosi infortuni e tornato in condizione, torna ad esprimersi su alti livelli.
Il 10 febbraio 2014 passa allo Steaua Bucarest, firmando un contratto valido per 18 mesi da 240.000 euro annui. All'esordio con la nuova maglia segna - su calcio di rigore - una delle quattro reti (suo è l'assist per la quarta rete di Chipciu) con cui la squadra si impone per 4-0 ai danni del Concordia Chiajna. Il 9 maggio la squadra si laurea - con tre giornate di anticipo - campione di Romania.

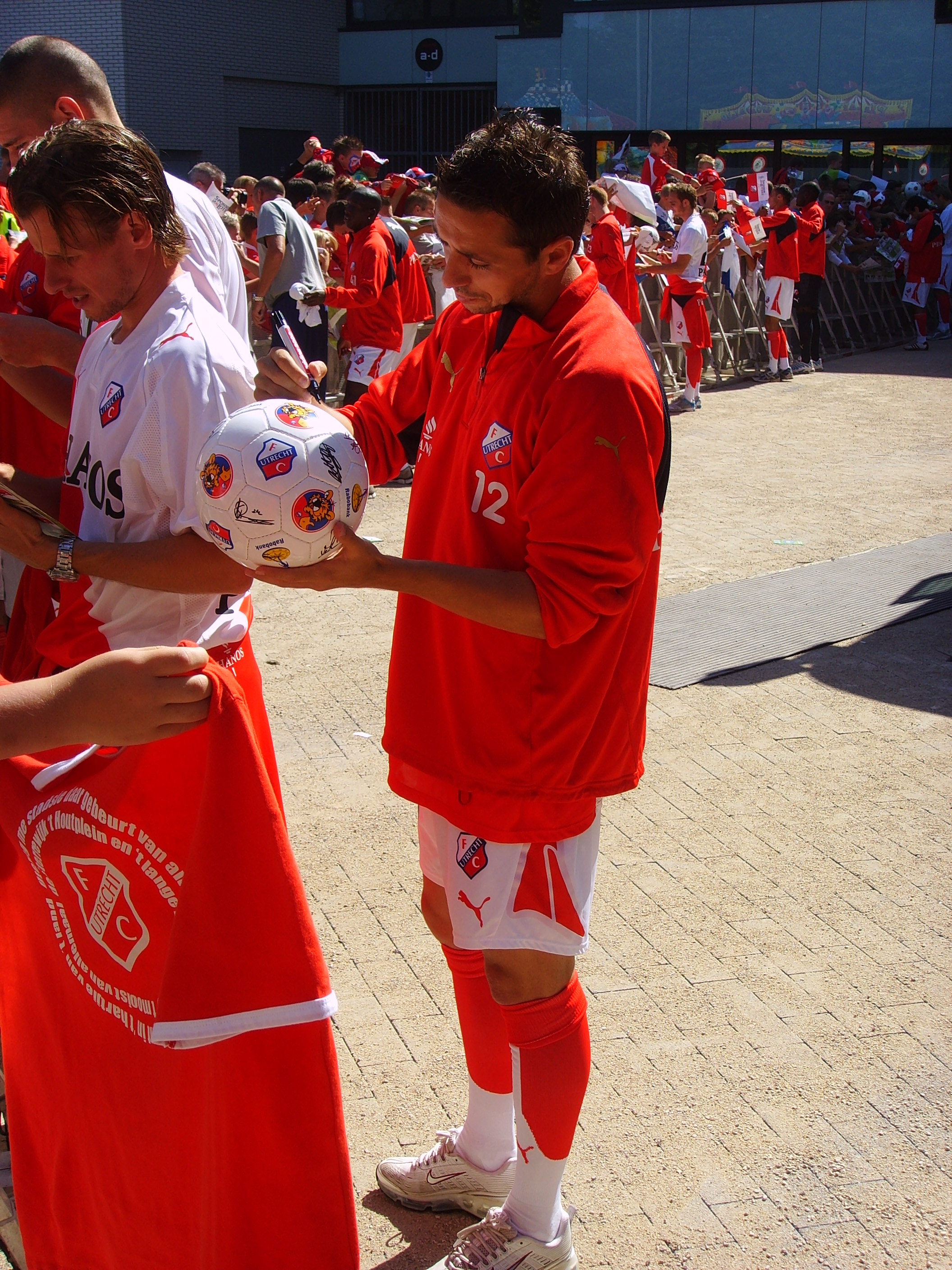
Sânmărtean ritratto a firmare autografi.

In scadenza di contratto, il 3 gennaio 2015 si accorda con l'Al-Ittihad, in Arabia Saudita. Il calciatore firma un contratto valido per un anno e mezzo da 900.000 euro a stagione.
Il 25 luglio 2016 torna in Romania al Pandurii, sottoscrivendo un contratto annuale con opzione di rinnovo per il secondo anno. Il 13 gennaio 2017 viene tesserato dall'Al-Taawoun, società saudita allenata dal tecnico rumeno Constantin Gâlcă.

### Nazionale
Esordisce in nazionale il 20 novembre 2002 in un'amichevole disputata contro la Croazia, subentrando al 59' al posto di Adrian Ilie. In precedenza aveva preso parte - nelle vesti di capitano - a vari incontri con la selezione Under-21.
A distanza di otto anni torna in nazionale sotto la guida di Victor Pițurcă. Il 7 ottobre 2011 - nonostante un piccolo problema fisico - decide di scendere in campo contro la Bielorussia in un delicato incontro valido per le qualificazioni agli Europei 2012. Si infortunerà dopo 28' minuti di gioco scatenando le ire del commissario tecnico (l'incontro terminerà 2-2 sancendo di fatto l'esclusione della Romania dalla competizione) che lo escluderà dalla nazionale.
Con l'arrivo di Iordănescu sulla panchina della selezione rumena torna in pianta stabile nel giro della nazionale. Viene convocato per gli Europei 2016 in Francia.

## Statistiche

### Presenze e reti nei club
Statistiche aggiornate all'11 aprile 2017.
| Stagione               | Squadra                | Campionato             | Campionato | Campionato | Coppe nazionali | Coppe nazionali | Coppe nazionali | Coppe continentali | Coppe continentali | Coppe continentali | Altre coppe | Altre coppe | Altre coppe | Totale | Totale |
| Stagione               | Squadra                | Comp                   | Pres       | Reti       | Comp            | Pres            | Reti            | Comp               | Pres               | Reti               | Comp        | Pres        | Reti        | Pres   | Reti   |
| ---------------------- | ---------------------- | ---------------------- | ---------- | ---------- | --------------- | --------------- | --------------- | ------------------ | ------------------ | ------------------ | ----------- | ----------- | ----------- | ------ | ------ |
| 1998-1999              | Gloria Bistrița        | Liga I                 | 1          | 0          | CR              | 0               | 0               | -                  | -                  | -                  | -           | -           | -           | 1      | 0      |
| 1999-2000              | Gloria Bistrița        | Liga I                 | 9          | 0          | CR+CdL          | 2+2             | 0+1             | -                  | -                  | -                  | -           | -           | -           | 13     | 1      |
| 2000-2001              | Gloria Bistrița        | Liga I                 | 26         | 2          | CR              | 2               | 0               | -                  | -                  | -                  | -           | -           | -           | 28     | 2      |
| 2001-2002              | Gloria Bistrița        | Liga I                 | 27         | 3          | CR              | 2               | 1               | Int                | 1                  | 0                  | -           | -           | -           | 30     | 4      |
| 2002-2003              | Gloria Bistrița        | Liga I                 | 26         | 7          | CR              | 1               | 0               | Int                | 3                  | 0                  | -           | -           | -           | 30     | 7      |
| ago. 2003              | Gloria Bistrița        | Liga I                 | 0          | 0          | CR              | 0               | 0               | Int                | 3                  | 3                  | -           | -           | -           | 3      | 3      |
| ago. 2003-2004         | Panathinaikos          | AE                     | 18         | 1          | CG              | 4               | 1               | UCL+CU             | 4+0                | 0                  | -           | -           | -           | 26     | 1      |
| 2004-2005              | Panathinaikos          | AE                     | 6          | 0          | CG              | 0               | 0               | UCL+CU             | 1+0                | 1                  | -           | -           | -           | 7      | 1      |
| 2005-2006              | Panathinaikos          | AE                     | -          | -          | CG              | -               | -               | UCL                | -                  | -                  | -           | -           | -           | -      | -      |
| 2006-gen. 2007         | Panathinaikos          | SL                     | -          | -          | CG              | -               | -               | CU                 | -                  | -                  | -           | -           | -           | -      | -      |
| Totale Panathinaikos   | Totale Panathinaikos   | Totale Panathinaikos   | 24         | 1          |                 | 4               | 1               |                    | 5                  | 1                  |             | -           | -           | 33     | 2      |
| gen.-giu. 2007         | Utrecht                | ED                     | 1+1        | 0          | CO              | 0               | 0               | -                  | -                  | -                  | -           | -           | -           | 2      | 0      |
| 2007-2008              | Utrecht                | ED                     | 14         | 0          | CO              | 0               | 0               | Int                | 0                  | 0                  | -           | -           | -           | 14     | 0      |
| ago. 2008              | Utrecht                | ED                     | 1          | 0          | CO              | 0               | 0               | -                  | -                  | -                  | -           | -           | -           | 1      | 0      |
| Totale Utrecht         | Totale Utrecht         | Totale Utrecht         | 16+1       | 0          |                 | 0               | 0               |                    | 0                  | 0                  |             | -           | -           | 17     | 0      |
| gen.-giu. 2009         | Gloria Bistrița        | Liga I                 | 11         | 0          | CR              | 0               | 0               | -                  | -                  | -                  | -           | -           | -           | 11     | 0      |
| 2009-gen. 2010         | Gloria Bistrița        | Liga I                 | 15         | 1          | CR              | 1               | 0               | -                  | -                  | -                  | -           | -           | -           | 16     | 1      |
| Totale Gloria Bistrița | Totale Gloria Bistrița | Totale Gloria Bistrița | 115        | 13         |                 | 10              | 2               |                    | 7                  | 3                  |             | -           | -           | 132    | 18     |
| gen.-giu. 2010         | Vaslui                 | Liga I                 | 16         | 0          | CR              | 3               | 1               | -                  | -                  | -                  | -           | -           | -           | 19     | 1      |
| 2010-2011              | Vaslui                 | Liga I                 | 29         | 2          | CR              | 1               | 0               | UEL                | 2                  | 0                  | -           | -           | -           | 32     | 2      |
| 2011-2012              | Vaslui                 | Liga I                 | 31         | 2          | CR              | 4               | 0               | UCL+UEL            | 2+8                | 0                  | -           | -           | -           | 45     | 2      |
| 2012-2013              | Vaslui                 | Liga I                 | 29         | 7          | CR              | 1               | 0               | UCL+UEL            | 2+2                | 0                  | -           | -           | -           | 34     | 7      |
| 2013-gen. 2014         | Vaslui                 | Liga I                 | 16         | 0          | CR              | 3               | 0               | -                  | -                  | -                  | -           | -           | -           | 19     | 0      |
| Totale Vaslui          | Totale Vaslui          | Totale Vaslui          | 121        | 11         |                 | 12              | 1               |                    | 16                 | 0                  |             | -           | -           | 149    | 12     |
| gen.-giu. 2014         | Steaua Bucarest        | Liga I                 | 12         | 2          | CR              | 3               | 0               | UCL                | -                  | -                  | SR          | -           | -           | 15     | 2      |
| 2014-gen. 2015         | Steaua Bucarest        | Liga I                 | 14         | 3          | CR+CdL          | 1+1             | 0               | UCL+UEL            | 5+6                | 0+1                | SR          | 0           | 0           | 27     | 4      |
| Totale Steaua Bucarest | Totale Steaua Bucarest | Totale Steaua Bucarest | 26         | 5          |                 | 5               | 0               |                    | 11                 | 1                  |             | 0           | 0           | 42     | 6      |
| gen.-giu. 2015         | Al-Ittihad             | SPL                    | 11         | 0          | CPC             | -               | -               | -                  | -                  | -                  | KCC         | 4           | 0           | 15     | 0      |
| 2015-2016              | Al-Ittihad             | SPL                    | 20         | 6          | CPC             | 4               | 2               | ACL                | 6                  | 1                  | KCC         | 3           | 2           | 33     | 11     |
| Totale Al-Ittihad      | Totale Al-Ittihad      | Totale Al-Ittihad      | 31         | 6          |                 | 4               | 2               |                    | 6                  | 1                  |             | 7           | 2           | 48     | 11     |
| 2016-gen. 2017         | Pandurii               | Liga I                 | 17         | 2          | CR+CdL          | 0               | 0               | UEL                | 0                  | 0                  | -           | -           | -           | 17     | 2      |
| gen.-giu. 2017         | Al-Taawoun             | SPL                    | 6          | 0          | CPC             | -               | -               | ACL                | 4                  | 0                  | KCC         | 2           | 1           | 12     | 1      |
| Totale carriera        | Totale carriera        | Totale carriera        | 357        | 38         |                 | 35              | 6               |                    | 50                 | 6                  |             | 9           | 3           | 450    | 52     |

### Cronologia presenze e reti in nazionale
| Cronologia completa delle presenze e delle reti in nazionale ― Romania | Cronologia completa delle presenze e delle reti in nazionale ― Romania | Cronologia completa delle presenze e delle reti in nazionale ― Romania | Cronologia completa delle presenze e delle reti in nazionale ― Romania | Cronologia completa delle presenze e delle reti in nazionale ― Romania | Cronologia completa delle presenze e delle reti in nazionale ― Romania | Cronologia completa delle presenze e delle reti in nazionale ― Romania | Cronologia completa delle presenze e delle reti in nazionale ― Romania |
| Data                                                                   | Città                                                                  | In casa                                                                | Risultato                                                              | Ospiti                                                                 | Competizione                                                           | Reti                                                                   | Note                                                                   |
| ---------------------------------------------------------------------- | ---------------------------------------------------------------------- | ---------------------------------------------------------------------- | ---------------------------------------------------------------------- | ---------------------------------------------------------------------- | ---------------------------------------------------------------------- | ---------------------------------------------------------------------- | ---------------------------------------------------------------------- |
| 20-11-2002                                                             | Timișoara                                                              | Romania                                                                | 0 – 1                                                                  | Croazia                                                                | Amichevole                                                             | -                                                                      | 59’                                                                    |
| 30-04-2003                                                             | Kaunas                                                                 | Lituania                                                               | 0 – 1                                                                  | Romania                                                                | Amichevole                                                             | -                                                                      | 46’                                                                    |
| 20-08-2003                                                             | Donec'k                                                                | Ucraina                                                                | 0 – 2                                                                  | Romania                                                                | Amichevole                                                             | -                                                                      | 90+1’                                                                  |
| 03-06-2011                                                             | Bucarest                                                               | Romania                                                                | 3 – 0                                                                  | Bosnia ed Erzegovina                                                   | Qual. Euro 2012                                                        | -                                                                      | 63’                                                                    |
| 07-06-2011                                                             | San Paolo                                                              | Brasile                                                                | 1 – 0                                                                  | Romania                                                                | Amichevole                                                             | -                                                                      | 53’                                                                    |
| 12-06-2011                                                             | Asunción                                                               | Paraguay                                                               | 2 – 0                                                                  | Romania                                                                | Amichevole                                                             | -                                                                      | 46’                                                                    |
| 07-10-2011                                                             | Bucarest                                                               | Romania                                                                | 2 – 2                                                                  | Bielorussia                                                            | Qual. Euro 2012                                                        | -                                                                      | 28’                                                                    |
| 11-10-2014                                                             | Bucarest                                                               | Romania                                                                | 1 – 1                                                                  | Ungheria                                                               | Qual. Euro 2016                                                        | -                                                                      | 67’                                                                    |
| 14-10-2014                                                             | Helsinki                                                               | Finlandia                                                              | 0 – 2                                                                  | Romania                                                                | Qual. Euro 2016                                                        | -                                                                      | 49’                                                                    |
| 14-11-2014                                                             | Bucarest                                                               | Romania                                                                | 2 – 0                                                                  | Irlanda del Nord                                                       | Qual. Euro 2016                                                        | -                                                                      |                                                                        |
| 18-11-2014                                                             | Bucarest                                                               | Romania                                                                | 2 – 0                                                                  | Danimarca                                                              | Amichevole                                                             | -                                                                      | 46’                                                                    |
| 29-03-2015                                                             | Ploiești                                                               | Romania                                                                | 1 – 0                                                                  | Fær Øer                                                                | Qual. Euro 2016                                                        | -                                                                      | 86’                                                                    |
| 04-09-2015                                                             | Budapest                                                               | Ungheria                                                               | 0 – 0                                                                  | Romania                                                                | Qual. Euro 2016                                                        | -                                                                      | 78’                                                                    |
| 07-09-2015                                                             | Bucarest                                                               | Romania                                                                | 0 – 0                                                                  | Grecia                                                                 | Qual. Euro 2016                                                        | -                                                                      | 64’                                                                    |
| 08-10-2015                                                             | Bucarest                                                               | Romania                                                                | 1 – 1                                                                  | Finlandia                                                              | Qual. Euro 2016                                                        | -                                                                      |                                                                        |
| 17-11-2015                                                             | Bologna                                                                | Italia                                                                 | 2 – 2                                                                  | Romania                                                                | Amichevole                                                             | -                                                                      | 46’                                                                    |
| 23-03-2016                                                             | Giurgiu                                                                | Romania                                                                | 1 – 0                                                                  | Lituania                                                               | Amichevole                                                             | -                                                                      | 59’                                                                    |
| 27-03-2016                                                             | Cluj-Napoca                                                            | Romania                                                                | 0 – 0                                                                  | Spagna                                                                 | Amichevole                                                             | -                                                                      | 85’                                                                    |
| 29-05-2016                                                             | Torino                                                                 | Romania                                                                | 3 – 4                                                                  | Ucraina                                                                | Amichevole                                                             | -                                                                      | 57’                                                                    |
| 03-06-2016                                                             | Bucarest                                                               | Romania                                                                | 5 – 1                                                                  | Georgia                                                                | Amichevole                                                             | -                                                                      | 84’                                                                    |
| 19-06-2016                                                             | Lione                                                                  | Romania                                                                | 0 – 1                                                                  | Albania                                                                | Euro 2016 - 1º turno                                                   | -                                                                      | 46’                                                                    |
| Totale                                                                 |                                                                        | Presenze                                                               | 21                                                                     |                                                                        | Reti                                                                   | 0                                                                      |                                                                        |

## Palmarès

### Club
- Coppa di Lega rumena: 1

Gloria Bistrita: 1999-2000
- Campionato greco: 1

Panathinaikos: 2003-2004
- Coppa di Grecia: 1

Panathinaikos: 2003-2004
- Campionato rumeno: 1

Steaua Bucarest: 2013-2014

### Individuale
- Calciatore rumeno dell'anno: 1

2014